# Šuto Orizari
Šuto Orizari (makedonska: Шуто Оризари; romani: Shuto Orizari) är en av de tio kommuner som tillsammans bildar Skopje, republiken Nordmakedoniens huvudstad. År 2002 hade den 22 017 invånare, varav 79 procent var romer. Kommunen benämns ofta i dagligt tal som Šutka (makedonska: Шутка; romani: Shutka)

## Geografi
Kommunen gränsar till Butel (del av Skopje) i söder och Čučer-Sandevo i norr.

## Befolkning och religion
Šuto Orizari är den enda kommunen i landet där romer är i majoritet. Enligt 2002 års folkräkning var andelen romer 17 415 (79,1 procent) av hela kommunens 22 017 invånare. Andra större etniska grupper var då albaner (2 012 – 1,9 procent) och makedonier (1 200 – 7,1 procent). Under Kosovokriget några år tidigare sökte romska flyktingar skydd i kommunen. Religiöst är invånarna i Šuto Orizari jämnt fördelade mellan ortodox kristendom och islam.

## Politik
Genom den stora romska befolkningsandelen är både makedonska och romani officiella språk i kommunen. Albanska talas också, men det är inte ett officiellt språk. Šuto Orizaris borgmästare Elvis Bajram är rom.
2009 tog republiken Makedonien ytterligare steg för att inkludera romani i utbildningsväsendet. Den första stenen till en statsfinansierad skola (på mellan- och högstadienivå) lades 10 februari 2009, till en kostnad av 1,6 miljoner euro.

## Källhänvisningar
Den här artikeln är helt eller delvis baserad på material från engelskspråkiga Wikipedia, 12 maj 2014.
1. ↑  Befolkningen i Makedoniens kommuner efter etnisk härkomst[död länk] (2002 års folkräkning)
2. ↑  "Изградбата на Коридорот 8 може да почне во 2014 година". Arkiverad 28 september 2011 hämtat från the Wayback Machine. Vlada.mk, 2012-03-16. Läst 13 augusti 2014. (makedonska)